# Ludvik Sluga
Ludvik Sluga, slovenski duhovnik, * 24. avgust 1917, Visoko, † 3. februar 1944, Lajše.

## Življenjepis
Družina se je iz Bač pri Sveti Luciji med vojno umaknila na Visoko, kjer se je rodil Ludvik, kasneje so se vrnili v Bačo. Tam je obiskoval ljudsko šolo, leta 1929 je obiskoval gimnazijo in stanoval v goriškem Alojzijevišču. Vstopil je v semenišče in bil 30. maja 1942 posvečen v duhovnika. Nastavljen je bil za drugega kaplana v Cerknem na Goriškem, deloval je z Ladom Piščancem. Skupaj z njim so ga partizani prvič prijeli na predvečer praznika Kristusa Kralja, 20. novembra 1943, nato so ju prvo soboto v decembru 1943 izpustili. Na božič istega leta so ju na nekem partizanskem mitingu obtožili, da zaslužita smrt.  Po nemškem pokolu 47 tečajnikov partijskega tečaja v Cerknem, so ju partizani obtožili, da sta Nemcem posredovala podatke o tečaju. Bivši častnik VOS-a Andrej Kranjec je pozneje izjavil, da je podatke posredoval major Jernej Hrastnik in da cerkljanska kaplana v tej zadevi nista bila vpletena. Aretirali so ju na svečnico, 2. februarja in ju naslednji dan ustrelili na Lajšah pri Cerknem.